# Estación del Vasco (Oviedo)
La estación de la Sociedad General de Ferrocarriles Vasco Asturiana, conocida como estación del Vasco, de Oviedo fue una dependencia ferroviaria de vía métrica en el centro de la capital de Asturias (España). Fue inaugurada en 1906 y su edificio de viajeros, de estilo modernista, fue demolido, con polémica, a finales del siglo XX. Era una de las estaciones más singulares de Asturias. Fue sustituida por la estación de Oviedo-Jovellanos.

## Situación ferroviaria
La estación se situaba en el inicio del ramal de vía estrecha construido por la Sociedad General de Ferrocarriles Vasco Asturiana, que conectaba la ciudad de Oviedo con la línea principal de Ujo a Trubia —de la misma compañía— en las proximidades de la localidad ovetense de Puerto. Dicho ramal a Oviedo fue puesto en funcionamiento en 1904 con una estación provisional en Oviedo en la zona de Santo Domingo. En 1906 se inauguró la estación definitiva y, posteriormente, en el emplazamiento de la estación provisional se situaron los talleres.

## Situación geográfica
En primera instancia, se había pensado en construir la estación en la plaza de la Escandalera o sus proximidades. Para tal localización el acceso debería hacerse de forma subterránea. Dicha excavación contó con la oposición de las monjas Ursulinas de Jesús, que tenían su casa en la calle de la Luna, por lo que finalmente se situó en una trinchera entre la calle Jovellanos y las actuales calles Victor Chávarri y Alcalde García-Conde, en la ladera norte de la colina del núcleo medieval de la ciudad. Los andenes para viajeros se situaban 14 m por debajo de la entrada principal, en la calle Jovellanos. La terminal de mercancías se situaba próxima a la viajeros, separadas por la calle Gascona.

## Historia

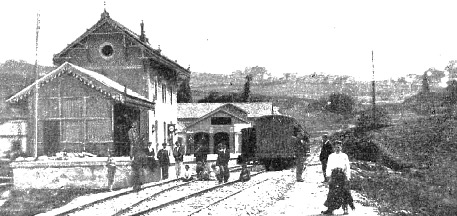
Estación provisional de Oviedo, en 1904

La estación fue inaugurada en 1906 por la Sociedad General de Ferrocarriles Vasco Asturiana. No solo funcionaba como estación sino como sede de la empresa ferroviaria, con lo cual contaba con varias oficinas. En 1972 pasó a integrarse en FEVE. En 1989 fue derribada a pesar de movilizaciones ciudadanas y de los intentos de la Universidad de Oviedo por evitar la operación.

### Sociedad General de Ferrocarriles Vasco Asturiana
La estación fue inaugurada el 13 de agosto de 1906 y el 20 de agosto fue abierta al servicio público a excepción de «mercancías y ganado de pequeña velocidad», que continuó en la estación provisional, en la zona de Santo Domingo. En ese momento, la ciudad ya contaba con dos estaciones de ferrocarril, la del Norte, en la línea de León a Gijón de ancho ibérico, y la de Económicos, terminal de la línea de vía estrecha de Oviedo a Santander. A pesar de ello, la del Vasco era la más céntrica de las tres.
A pesar de la coexistencia en Oviedo de dos líneas, con sus respectivas estaciones, de ancho métrico, no tuvieron conexión ferroviaria entre sí hasta el 1 de abril de 1928. En esta fecha se puso en funcionamiento la línea de conexión entre ambas líneas. Este ramal de conexión, de 1207,4 m de longitud, fue construido por Económicos y empalmaba con la línea del Vasco en la terminal de mercancías de la estación. 
Hasta 1935 el Vasco no terminó la construcción de todas sus líneas, siendo la última la que desde Ujo alcanzaba Collanzo, en el concejo minero de Aller. Oviedo se convirtió en la estación común para los servicios de viajeros, bien a Esteban de Pravia, bien a Collanzo, sendos extremos de la línea general de la compañía. Los viajeros entre estaciones de ambas líneas debían hacer transbordo en Fuso de la Reina, estación de empalme. Además Oviedo fue el centro de distribución de mercancías para la red del Vasco, a excepción del carbón.

### FEVE
En abril de 1972, la explotación de esta línea y de las otras líneas del Vasco fue asumida por la empresa pública FEVE, creada para estos fines. 

### Derribo
El 26 de junio de 1988 el pleno del ayuntamiento de Oviedo aprobó el estudio de detalle para el derribo de la estación de viajeros y la construcción de una nueva. La nueva estación, según Antonio Vélez Catrain, arquitecto autor del estudio, contaría con algunos elementos de la antigua: las columnas de fundición de las marquesinas de los andenes y los azulejos publicitarios en los mismos. Además se recuperarían para un uso en otro espacio de la ciudad, algunos elementos de carpintería de la cantina, como la mampara de separación con el vestíbulo.
El derribo del edificio de viajeros comenzó el 3 de noviembre de 1989. Con anterioridad Feve obtuvo del ayuntamiento de Oviedo la licencia de derribo, operación que contaba con la oposición de parte de la ciudadanía. El día anterior al inicio del derribo se constituyó una plataforma en defensa de la estación, que recibió el apoyo de intelectuales como Emilio Alarcos Llorach, Gustavo Bueno y José Miguel Caso, que firmaron un manifiesto en contra de la demolición.
En aquel momento, el proyecto de ordenación de la zona contemplaba la construcción de una nueva estación, con la recuperación de la antigua de ciertos elementos singulares como las columnas de fundición, los azulejos publicitarios de los andenes y carpintería de la cantina.

### Uso posterior del solar
El solar donde se situaba la estación fue aportado por FEVE a la sociedad Cinturón Verde que realizó la operación urbanística que concentró las vías férreas en el corredor utilizado por RENFE. La parcela se dividió en dos, conocidas como Jovellanos I y II y separadas por la calle Gascona. 

#### Jovellanos I

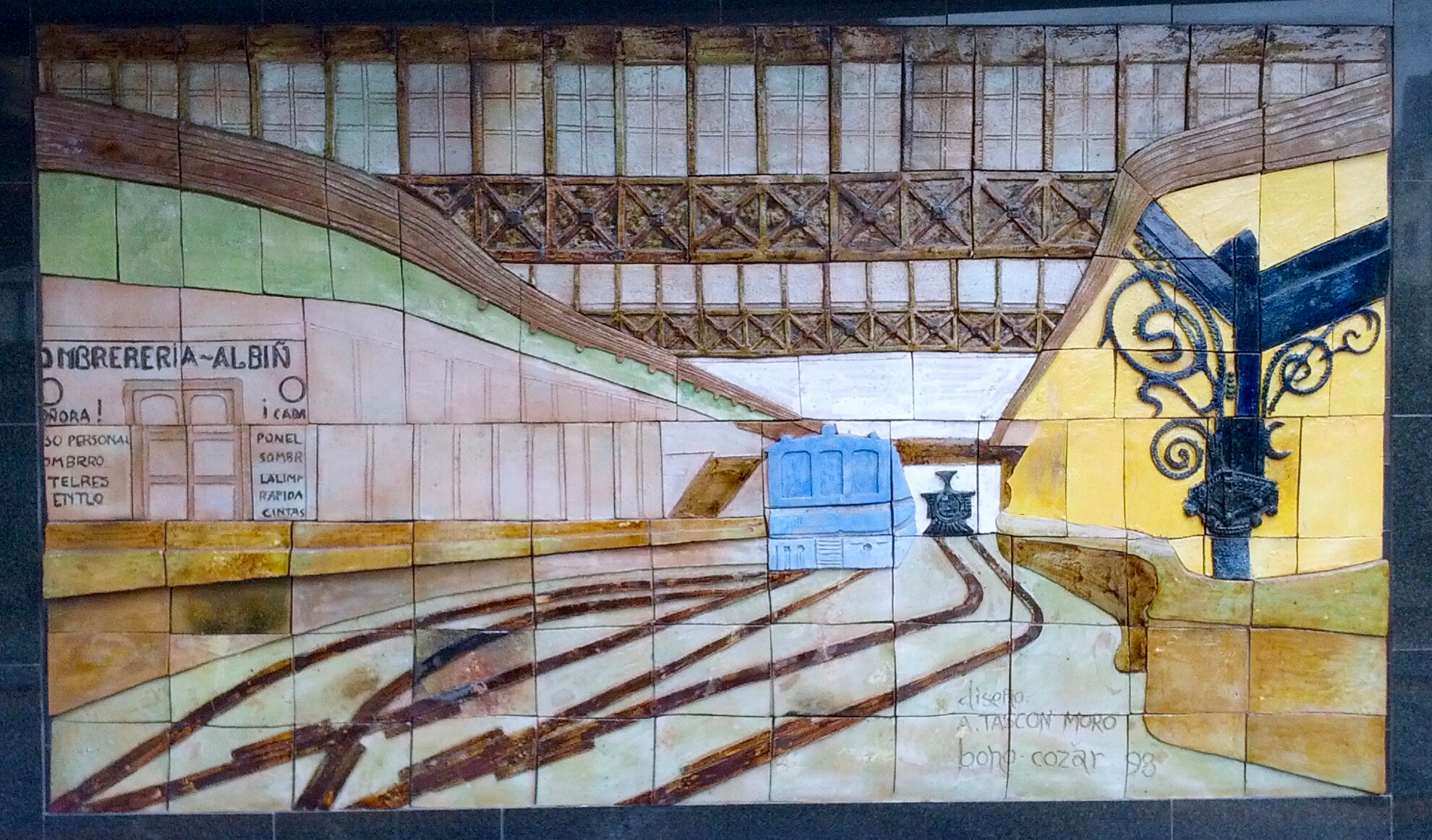
Mosaico con una representación de la estación del Vasco de Oviedo, situado en la entrada del aparcamiento construido en el solar que ocupaba anteriormente.

La parcela conocida como "Jovellanos I", correspondiente al lugar donde se situaba la estación de viajeros, alberga viviendas y un aparcamiento subterráneo. Parte de la misma sirvió para ampliar el patio del colidante grupo escolar Dolores Medio, al que se dotó de un nuevo acceso desde la nueva calle trazada en la parcela, paralela a la Gascona y dedicada a Carlos Bousoño.

#### Jovellanos II
Esta parcela, de 15 476 metros cuadrados de extensión, albergó el apeadero provisional construido para continuar el servicio de pasajeros de la antigua estación hasta la finalización de la operación Cinturón Verde. Tras el desmantelamiento de la vía quedó en situación de abandono usada como aparcamiento provisional.
Desde el año 2001, el uso de la parcela fue objeto de varios proyectos incluido tres torres diseñadas por Santiago Calatrava
En 2013 se paralizaron las obras para la construcción de edificios para viviendas, oficinas, un aparcamiento y un centro comercial.

## Descripción
El proyecto de la estación fue elaborado en 1905 por Francisco Durán Walkinshaw, ingeniero de caminos de la propia compañía. Dicho proyecto incluía un edificio de viajeros, otro de oficinas y una terminal de mercancías.
La estación se construyó bajo estilo modernista, inspirada quizás en la estación Metropolitana de París.[cita requerida] En su interior destacaban los dos andenes, marquesinas de madera y zinc, cantinas con cristaleras, lucernarios y los anuncios en cerámica, los cuales fueron rescatados antes de su derribo y recolocados, algunos de ellos, en la actual estación central de Oviedo.

### Edificio de viajeros
El edificio de viajeros, de estilo modernista, tenía su entrada principal en la calle Jovellanos, junto al edificio de oficinas. Desde esta entrada hasta los andenes había un desnivel de 16 m, que se salvaban mediante escaleras, con un nivel intermedio para la sala de espera, la taquilla, la cantina y las factorías de equipajes. Los andenes se situaban paralelos a la calle Jovellanos, siendo el de salidas el más próximo. 
La fachada principal, de dos pisos, mostraba en su piso inferior tres arcos escarzanos, en el que el central, de mayor tamaño, constituía el acceso principal. Sobre él se situaba un reloj y la inscripción FERROCARRIL VASCO ASTURIANO. Tras la entrada se situaba el vestíbulo, que comunicada con la sala de espera mediante una escalera de 25 m de ancho, dividida en dos, para pasajeros y equipajes. En el proyecto original se contemplaba la instalación de un ascensor que nunca se llegó a construir.
Desde la sala de espera dos pasillos sobre las vías —para viajeros y equipajes—  comunicaban con el piso superior del andén de llegadas. Un montacargas y unas escaleras ponían en comunicación el andén con los pasillos. Además este andén disponía de una escalera de acceso a la calle Gascona.
Además de las dos vías correspondientes a sendos andenes, existía entre ambas una vía central. Las tres vías confluían en un puente giratorio situado en el extremo oeste de la estación.

#### Azulejos

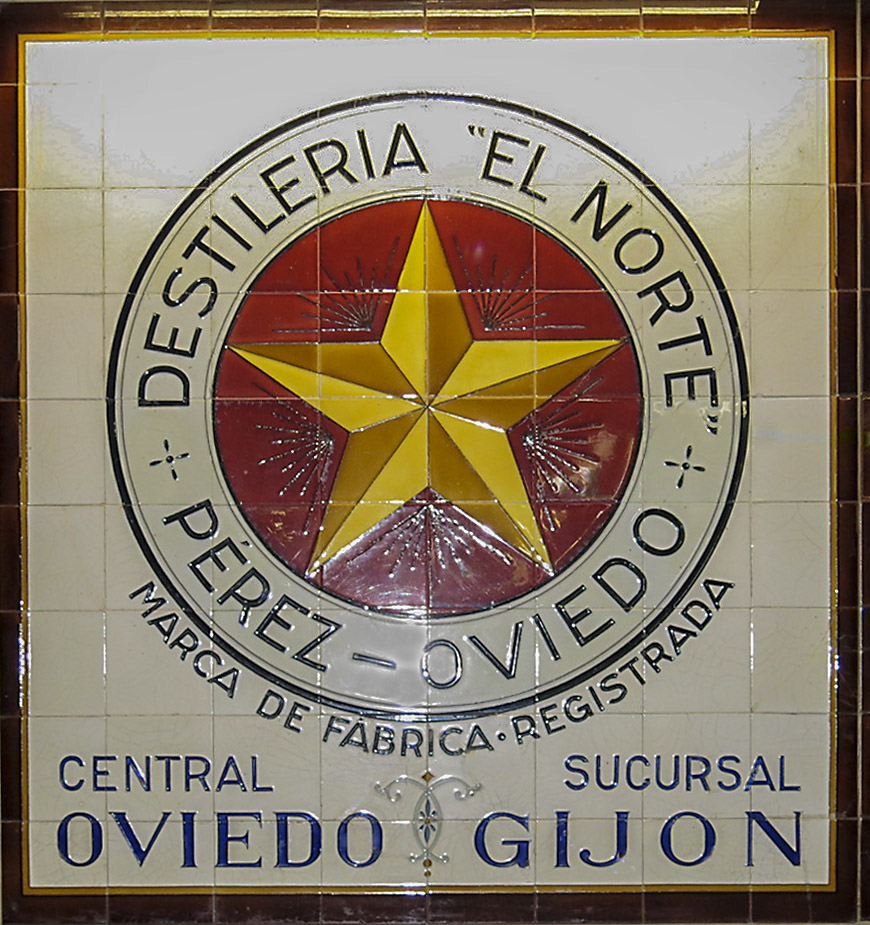
Anuncio en azulejos rescatado y restaurado.

Sobre los muros de ladrillo de las paredes de los andenes de la estación se dispusieron azulejos formando paneles publicitarios de negocios de la ciudad. En un total de 29, fueron fabricados por la empresa Juan Bautista Molins Valencia Industrial desde 1906 hasta 1930. Los anuncios se mantuvieron hasta la demolición de la estación, llegando, según Manuel Fernández-Avello, a ser parte de la historia de la ciudad.
Con la demolición del edificio algunos de ellos fueron recuperados y salvados de la desaparición. Parte de los recuperados fueron restaurados y se colocaron bajo la losa de la nueva estación de ferrocarril de Oviedo. El resto, según Antonio Perla, responsable de su recuperación, permanecen en el almacén donde fueron depositados.

### Edificio de oficinas
Con forma de paralelepípedo, el edificio de oficinas se situaba en la calle Jovellanos, junto a la entrada del edificio de viajeros. De planta cuadrada, tenía 2 pisos y estaba rematado con un lucernario.

### Mercancías
La terminal de mercancías se situaba separada de la estación de viajeros por la calle Gascona, que sobrevolaba las vías mediante un puente de hormigón.